# 勧進帳

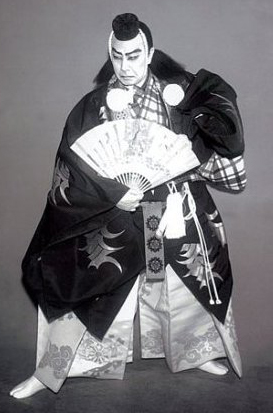
七代目松本幸四郎の弁慶

日本橋人形町にある弁慶像

勧進帳（かんじんちょう）は、如意の渡しでの出来事を基軸にした能の演目『安宅』を元に創られた義経と弁慶を題材とした歌舞伎の演目。歌舞伎十八番の一つで、松羽目物の先駆けとなった作品である。あくまでも後の時代に創られた話で、史実ではないが、歌舞伎以外でも多くのドラマやアニメなどでも取り上げられるほど親しまれている作品である。

## 概要
原形は初代市川團十郎が元禄15年（1702年）2月初演の『星合十二段』に取り入れたのが最初。これを五代目市川海老蔵（七代目團十郎）が能の様式を取り入れ、天保11年（1840年）3月に江戸の河原崎座で初演された。配役は二代目市川九蔵（後の六代目團蔵）の富樫左衛門、八代目市川團十郎の義経、そして海老蔵の弁慶。作詞は三代目並木五瓶、作曲は四代目杵屋六三郎だった。ただ、この上演では富樫の番卒が時代物の軍兵姿であり、弁慶の水衣も棒縞であるなど（公開されている錦絵「源義経と武蔵坊弁慶と富樫左衛門」を参照）、今日の舞台とはいろいろな違いがあった。現在見られる型は明治時代、九代目市川團十郎により完成されたもので、これ以降、番卒は狂言風の衣装に、弁慶の水衣も黒地に金糸の梵字をあしらったものへと改められた(五代目中村富十郎は何度か棒縞の衣装で弁慶を務めたことがある)。
かつては、市川宗家（團十郎家）のお家芸として、他家の役者が勝手に上演できなかった。しかし、九代目團十郎の没後、宗家に有力な後継者がいなかった事情もあって、他の役者が弁慶を演じるようになっていく。以後『勧進帳』は、弁慶・義経・富樫の三役を歴代の看板役者が生涯に一度は演じるという、歌舞伎の代表作の一つとなった。特に昭和初期の十五代目市村羽左衛門の富樫・六代目尾上菊五郎の義経・七代目松本幸四郎の弁慶は近来の白眉とされ、1943年（昭和18年）歌舞伎座で上演された舞台は映画にも記録された。

## あらすじ

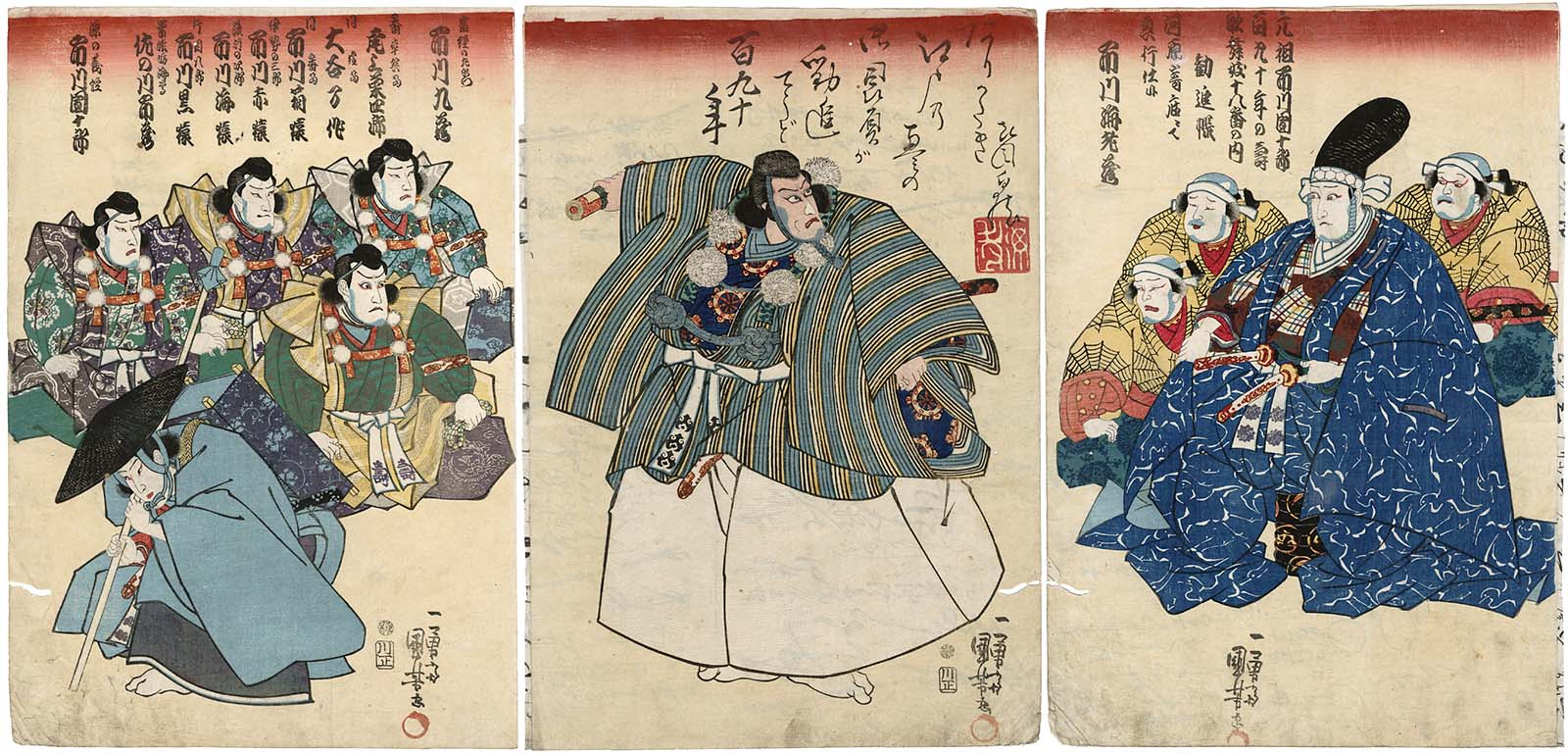
源義経と武蔵坊弁慶と富樫左衛門

源頼朝の怒りを買った源義経一行が、北陸を通って奥州へ逃げる際の加賀国の、安宅の関（石川県小松市）での物語である。
義経一行は武蔵坊弁慶を先頭に山伏の姿で通り抜けようとする。辿り着いた関で、弁慶は焼失した東大寺再建のための勧進を行っていると言う。しかし、関守の富樫左衛門の元には既に義経一行が山伏姿であるという情報が届いており、山伏は通行罷りならぬと厳命する。これに憤慨した弁慶は仲間と富樫調伏の呪文を唱え、疑いを晴らそうとする。
感心した富樫は先の弁慶の言葉を思い出し、勧進帳を読んでみるよう命じる。弁慶はたまたま持っていた巻物を勧進帳であるかのように装い、朗々と読み上げる（勧進帳読上げ）。なおも疑う富樫は山伏の心得や秘密の呪文について問いただすが、弁慶は淀みなく答える（山伏問答）。
富樫は通行を許すが、部下の一人が強力（ごうりき、義経）に疑いをかけた。弁慶は主君の義経を金剛杖で叩き、その疑いを晴らす（初期の演出では、富樫は見事に欺かれた凡庸な男として描かれていたという。後になり、弁慶の嘘を見破りながらその心情を思い騙された振りをする好漢、として演じられるようになった）。
危機を脱出した義経は弁慶の機転を褒めるが、弁慶はいかに主君の命を助けるためとは言え無礼を働いたことを涙ながらに詫びる。それに対して義経は優しく弁慶の手を取り、共に平家を追った戦の物語に思いを馳せる。そこへ富樫が現れ、先の非礼を詫びて酒を勧める。それに応じて、弁慶は酒を飲み、舞を披露する（延年の舞）。舞いながら義経らを逃がした弁慶は、笈を背負って富樫に目礼。主君の後を急ぎ追いかける（飛び六方）。

## みどころ

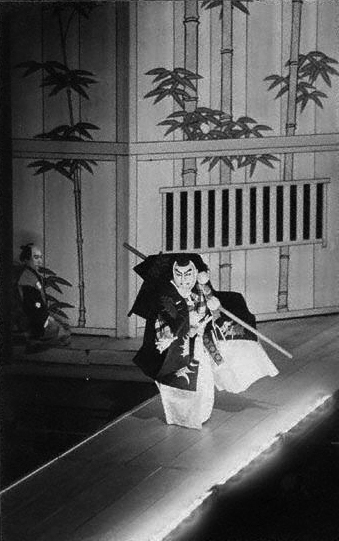
「飛び六法」
（二代目市川猿之助（後の初代猿翁）の弁慶）

二部構成で、前半部は義経主従を救う弁慶とそれを訝しむ富樫との台詞劇で、主に俳優の力ある台詞回しや腹芸となる。後半部は危機を脱した後、義経と弁慶との絆を見せる情感あふれる場面と屋島の合戦を追想する勇壮な舞、そして酒を飲む弁慶と番卒のユーモラスな絡み合いを経て延年の舞、幕外の飛び六方で華やかに終わる舞踊劇となる。
「読み上げ」と「山伏問答」における雄弁術。義経の正体が見破られそうになる戦慄感。弁慶の姿に心を打たれて通過を許す富樫の情。義経と弁慶主従の絆の深さの感動。「延年の舞」の巧緻さと「飛び六方」の豪快さ。『勧進帳』は見どころが多く、観客を飽きさせない。それが常に最も人気が高い（＝上演回数が多い）演目の一つとなっている所以である。その上演頻度の高さから安宅の関をもじって「またかの関」、あるいは必ず観客が入るため効き目ある薬湯に因み「独参湯」とも呼ばれている（なお、歌舞伎では元来『仮名手本忠臣蔵』を指して「独参湯」と呼んでおり、現在でもそのように呼ばれることも併記しておく）。
音楽的にも優れ、長唄の代表的作品で単独でも演奏される。特に義経が弁慶に謝意を示す「判官御手を取り給い」の件は全編中の聴きどころで、「唄うのでなく語るイキで」との口伝が伝わる。巨大な松の木をあしらった背景を前に、舞台正面の雛壇に長唄と囃方が揃いの裃で並ぶのは壮観で、錦上花を据えるの趣がある。この「長唄連中」に関してはアメリカ公演の際に（オーケストラがオペラやミュージカルのように舞台下にあるという先入観から）「ミスター・トガシの大勢のボデイガードは楽器も演奏するのですか。」と間違われたことがある。
美しい見得が多数見られるのも、この作品の見どころである。登場順に「天地人の見得」、「不動の見得」、「元禄見得」、「石投げの見得」、そして幕切れ引っ込みの「飛び六方」に臨んでの見得（「打ち上げの見得」と呼ばれることもある）。いずれも弁慶がする見得だが、唯一「天地人の見得」は弁慶・義経・富樫の三役による見得である。
また、役者が見得をする時には普通ツケ打ちの効果音が入るが、五代目海老蔵は能を意識して初演の際にはツケを一切打たせなかった。この演出が定着して『勧進帳』では今日でもそれが受け継がれ、弁慶の戦さ語りで「須磨明石」の件において石を投げたような型で決まる「石投げの見得」、および「飛び六方」に臨んでの見得を例外として、その他の見得はツケなしでこれを行う（但し「天地人の見得」に関しては、富樫の気配に気付いた弁慶が一足踏む音が、ツケのような効果音ともなっている）。

## 名優の『勧進帳』、後代への継承

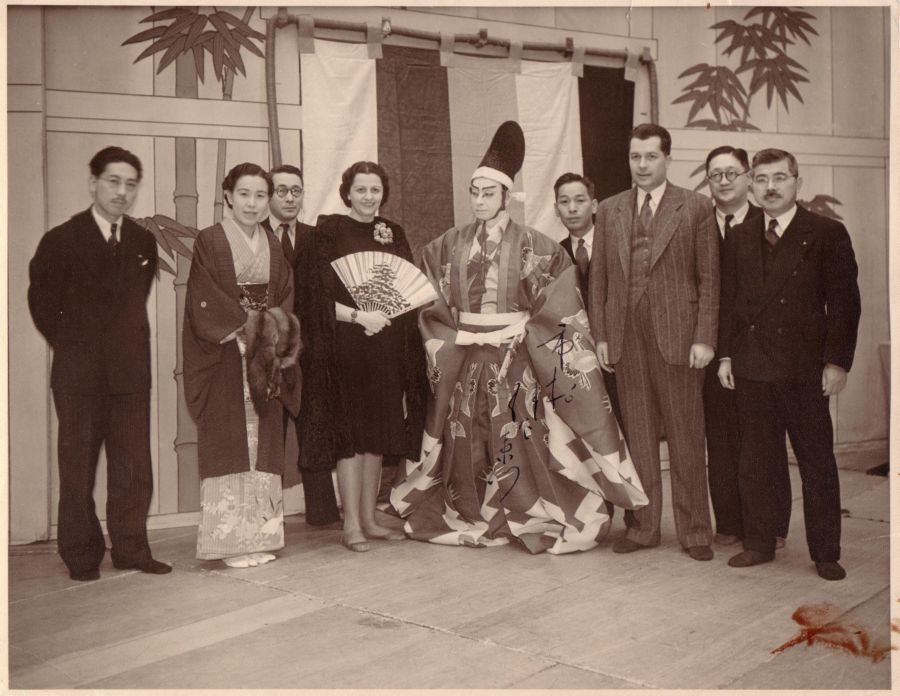
当たり役と言われた富樫姿の十五代目市村羽左衛門。1930年

義経と知りつつ弁慶の胸中を察した富樫は、涙を隠す思い入れで目をつぶり顔を上げて、一旦退場する。この演出は、八代目市川團十郎が弁慶を勤めた際、富樫で舞台を共にした四代目市川小團次が編み出したと言われている。
明治期の九代目市川團十郎・五代目尾上菊五郎・初代市川左團次、いわゆる團菊左による『勧進帳』は、歴史に残る名演であった。
九代目團十郎の弁慶に対する富樫役はまず二代目澤村訥升時代の六代目澤村宗十郎（死後追贈）、次いで初代左團次が演じていた。左團次の朗々たる台詞回しとその骨太な芸風は、團十郎の写実的な演技と見事な調和を見せて評価が高く、当代随一の演目として1887年（明治20年）の天覧歌舞伎で四代目中村福助（後の五代目中村歌右衛門）の義経を加えて演じられたほどであった。
やがて、左團次は明治座の経営に重点を置くようになり、團十郎との共演も減っていった。その後、1899年（明治32年）4月の歌舞伎座にて、團十郎は、それまで義経が持ち役であった五代目菊五郎を富樫役に選んだ。これには賛否両論があったが、菊五郎は自信満々に「尾上菊五郎の性根で演じて見せます。」と述べて、弁慶の心根を思いやる心理描写を強調した演出を行い、左團次の「勇の富樫」に対する「智の富樫」として評価を得た。この時の上演について、團十郎は「今度のような富樫に出会ったのは初めてで、本当に心地よく毎日舞台を勤めています。」と最大級の賛辞を送っている。ちなみに、團十郎の弁慶はこれが一世一代（生涯最後の上演）であり、五代目の富樫もまた、これ一度きりであった。
なお、左團次の富樫は長男の二代目市川左團次に受け継がれるが、二代目没後は途絶えてしまう。一方、菊五郎の富樫はその後、十五代目市村羽左衛門や後代の他の役者に受け継がれ、今日では富樫の一般的な型となっている。
弁慶の役は團十郎の没後、高弟の初代市川猿之助（後の二代目市川段四郎）と八代目市川高麗蔵（後の七代目松本幸四郎）にいち早く受け継がれた。このうち、猿之助は若い時に無断で弁慶を演じて師匠の團十郎から破門された経緯があった（後に許されて門下に復帰）。兄弟子と言うこともありまず猿之助、次いで高麗蔵（幸四郎）が演ずることとなった。
猿之助と幸四郎の弁慶にはさまざまな違いがあった。例えば「詰め寄り」の場面では、猿之助は上体を前傾にして、金剛杖は右手を上に、左手を下にして持つ（和戦両様の意味がある）姿勢。対して幸四郎はやや反身になって、杖は両手共に下から持つ姿勢だった。「延年の舞」でも猿之助は歌舞伎味が、幸四郎は能の色合いが、より濃かった。
さらに幸四郎は「ノット」から富樫の再登場までの間は水衣の袖をたくし上げ、その前後では下げる演じ方を見せた。また、飛び六方で一歩踏み出した際に（富樫を気にかけて）舞台を振り向くのも幸四郎以来のものである。猿之助（および同時代の他の役者）は終始袖を上げた姿で、六方では振り向かない演技であった（水衣の袖に関しては、公開されている七代目幸四郎・二代目猿之助の画像も参照されたい）。
こうした違いはあれど、七代目幸四郎はその後も弁慶を演じ続け、上演回数は1946年（昭和21年)までに約1600回におよび、師・團十郎の後で第一の弁慶役者と称えられた。その演技の凄さは（辛口の劇評で知られた）岡鬼太郎をして、「幸四郎は柄で演じる。」、「風貌音声の堂々たる、先づ当代での随一。誰が何の件で立ち向はうと、此の金城鉄壁には矢も立たぬ。」などと絶賛され、記録映画に残されているが、作家の橋本治は映画を見て「これはまさしく格闘技だ。」と感じたという。
初代猿之助の弁慶は、長男の二代目市川猿之助（初代猿翁）に受け継がれる一方、四代目河原崎長十郎を通じ劇団前進座にも継承された。一方の七代目幸四郎の弁慶は、その長男十一代目市川團十郎、次男八代目松本幸四郎（初代白鸚）、三男二代目尾上松緑の三兄弟に受け継がれたほか、さらに孫や後代の多くの俳優に伝承され、今日では一般的な型となった。特に1965年（昭和40年）の七代目幸四郎二十七回忌公演（3月に歌舞伎座、4月に大阪新歌舞伎座にて上演）では、先述の團十郎・幸四郎・松緑の三兄弟が日替わりで弁慶・富樫を演じ、大きな話題となった。
十五代目羽左衛門の富樫は明晰な口跡と颯爽たる容姿もあり、七代目幸四郎の弁慶とは「團菊以降最高の組み合わせ」と、好劇家の評価が高かった。戦後間もなく日比谷劇場で映画が公開されたが、羽左衛門が没した直後もあって多くの観客が詰めかけ、富樫が出ると「お久しぶり！」の声がかかった。
水衣の袖に関しては、弁慶のみならず義経にも違いがある。今日では袖の長い姿の義経が多く見受けられるが、これは六代目尾上菊五郎以来のものである。他方、例えば五代目歌右衛門は袖なしの姿であり、こちらは歌右衛門家の後裔、またその影響を受けた役者に受け継がれている。
歌舞伎十八番の代表的演目として、市川宗家は『勧進帳』には強いこだわりを持っている。先に上げたように、明治には初代猿之助が無断で弁慶を演じて破門されたほか、女役者の初代市川九女八も同様に無断上演にて破門されている（後に両者ともに門下に復帰）。また1964年（昭和39年）1月の日生劇場で武智鉄二演出による能楽形式で演じられた時は、十一代目團十郎による抗議が起こった（この武智演出の舞台では八代目市川雷蔵が富樫を演じたが、これは映画転身後に雷蔵が出演した唯一の歌舞伎の舞台であった）。
1955年（昭和30年）、二代目市川猿之助（初代猿翁）が訪中して弁慶を演じた。花道を飛び六方で退場した後、客席は感動のあまり興奮して拍手が鳴りやまず、少女たちが花籠を提げて舞台に上がりカーテンコールを行った。その嬉しさに、猿之助は「もう一度飛び六方で退場したいと思った。」と述べている。
こうした数多くのエピソード、また名優たちの演技（型）が生まれ受け継がれていることも、この作品の人気の高さを物語っていると言えよう。

## 関連作品
『星合十二段』以降、弁慶と勧進帳を主題として描いた作品がしばしば書かれた。具体的には、元禄15年中に中村座で『新板高館弁慶状』、安永2年2月中座の『日本第一和布刈神事』、天明4年中村座正月狂言の『筆始勧進帳』、寛政元年11月河原崎座『大候勧進帳』といった演目が上演された。以下その中でも主要な演目と目されているものに関して詳記する。

### 『御摂勧進帳』
安永2年（1773年）の十一月中村座で初演、初代桜田治助らが書いた。初演時の役者は弁慶が三代目市川海老蔵、冨樫が実子五代目市川團十郎、義経が四代目松本幸四郎。現行三幕目の加賀国安宅の関の場において勧進帳を読む場面となる。舞台上は二重で関所とその門前の体をとっており、そこへ義経一行がやってくる。冨樫の同僚、斎藤次祐家はこれを怪しいと止めるが、後からやってきた讃岐坊実ハ武蔵坊弁慶が勧進帳を読み、さらに義経を打擲したことによって冨樫からは通行の許可をもらうことに成功する。警戒を解かない斎藤次は弁慶だけを捕らえ、配下に松の木に繋がせた上で痛めつけるよう命じ、弁慶であることを白状させようと計る。泣くそぶりを見せていた弁慶は、義経一行が安全な場所まで離れられる時間を稼いだ後、自分から本性を現して縄を破り、番卒を次々に倒していく。戦いで引き抜いた敵の首を大きな樽に放り込んで芋洗いのように棒でかき回す場面で幕切れとなる。このことから『御摂勧進帳』は俗に「芋洗い勧進帳」とも呼ばれているが、当時「いも」、「いもがさ」として恐れられていた天然痘に対する疫病除けの意味が込められていたとも解釈されている。長い間上演が絶えていたが、大正年間に「安宅の関」が復活して以来一幕物として散発的に上演されてきた。1968年（昭和43年）1月には国立劇場で利倉幸一捕綴、二代目尾上松緑の弁慶で通し狂言として復活上演された。

### 『安宅の松』
別名『隈取安宅松』。明和6年（1769年）市村座の顔見世狂言『雪梅顔見勢』中の所作事演目。初代冨士田吉次の作で、当時の反響の高さから長唄及び踊りの稽古に用いられ続けてきた。

### 『滑稽俄安宅新関』
二代目河竹新七、のちの黙阿弥によって書かれた作品。慶応元年（1865年）の江戸市村座初演。舞台は『御摂勧進帳』に似た関所の体。関守である冨樫の「一芸を披露しなくては関所を通ることができない」という命令に従って様々な旅人が芸当を披露するという演目。義経一行からはぐれたという設定の弁慶は『勧進帳』でお馴染みの詞章に乗って最初に登場し、浄瑠璃に乗せて勧進帳を読み上げて関を去っていく。現在は主に俳優祭で上演されることが専らだが、2019年の11月、永楽館において六代目片岡愛之助の冨樫で上演された。

### 『文覚勧進帳』
1889年（明治22年）、中村座初演。もともとは前年の依田學海と川尻宝岑の合作による『文覚上人勧進帳』を竹柴其水が書き換え『那智滝祈誓文覚』という外題で上演した。依田學海は『安宅』における勧進帳の話が広く受容されてしまっているが、その元は小説たる義経記であり、史実ではないことから、それに代わる演目として源平盛衰記等に基づいてこの作品を書いたと記している。脚本の歌舞伎化は原作者との論争を生み出したが、興行的には大当たりとなった。第四幕において作中眼目の白河院の御所で文覚が蔵人に組み伏せられ、抗いながらも勧進帳を読み上げる場面となる。岡本綺堂はこの部分の鑑賞時の体験について「在来の立廻りの型を離れた一種の柔道のような手捕りの掴つかみ合いを見せて、観客をはらはらさせた。（中略）なにしろ四人が一緒にこぐらかって、投げる、突く、蹴る、むしり付く、倒れる。倒れるたびに、舞台に身体を叩きつける音がばたりばたりと響く。そのあいだで団十郎が例の名調子で朗々と勧進帳をよみ上げる声がきこえる。この幕が下りると、わたしは自分の肌着がぐっしょりと汗にぬれているのに気がついた。」と記しているほか、十二代目守田勘彌もこの立廻りの採用に反対したことが伝わっている。九代目市川團十郎はこの四幕目を『文覚勧進帳』として新歌舞伎十八番のうちの一種に定めたが、1896年（明治29年）6月、明治座における再演時に、投げられた際に腰を強打し負傷、興行中止となった。一説にはこの時の怪我が晩年の衰えを早めたとも言われている。

### 『安宅関』

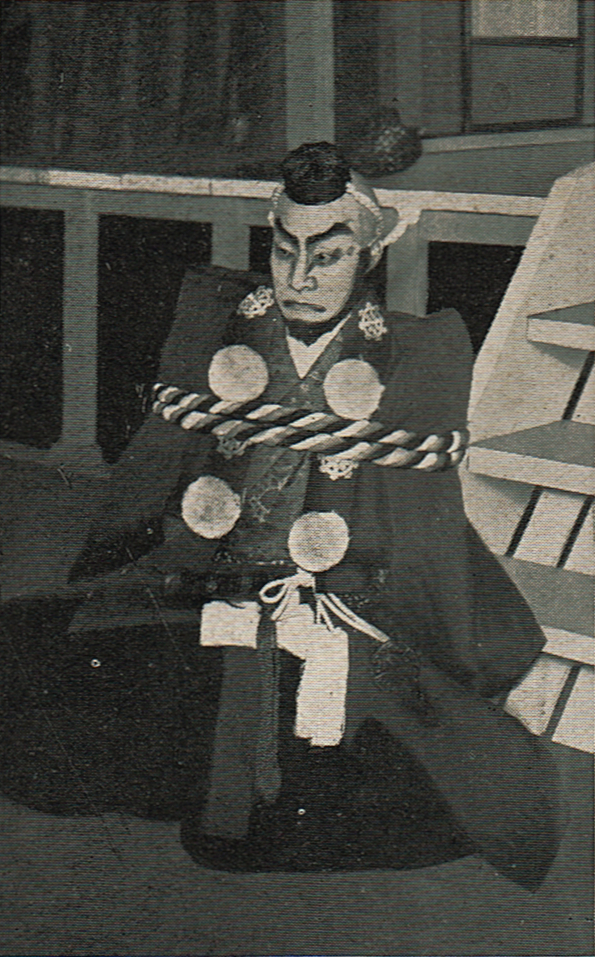
七代目市川中車の『安宅関』弁慶

1904年（明治37年）、歌舞伎座初演。近松門左衛門の関連作品を元にし、榎本虎彦が舞踊が苦手だった七代目市川中車（当時市川八百蔵）のために書き下ろした作品。

### 『鳴響安宅新関』
人形浄瑠璃の分野においては近松門左衛門によってすでに『凱陣八島』、『殩静胎内捃』、『文武五人男』といった作品が弁慶と勧進帳の話を題材にして書かれていた。久しく上演の機会を見なかったこれらの演目に代わって1895年（明治28年）に二代目豊沢団平の作曲で新たに『鳴響安宅新関』が書き下ろされ、1月、稲荷座において初演された。当初、弁慶のかしらは団七であったが後に歌舞伎の役者の風貌に近い文七に変えられ、花道を用いて六法を演じるような演出もつけ加えられた。能の『安宅』、歌舞伎の『勧進帳』両方を参考にしていると考えられているが、相違点として、前半は松羽目の背景を用いているのが、劇中において海辺を描いた書割へと変わるというものが挙げられる。

### 映画
上記の伝統芸能の分野の他にも勧進帳に影響を受けた作品が多く見られる。
大戦末期の1945年（昭和20年）に製作された、黒澤明監督の映画『虎の尾を踏む男達』は『勧進帳』をミュージカル仕立てのパロディとしたもので、大河内伝次郎の重厚な弁慶と榎本健一の軽妙洒脱な強力の組み合わせに加えて、歌舞伎を意識した演技が名高い。また1954年の斎藤寅次郎監督の映画『浮かれ狐千本桜』は歌舞伎の『義経千本桜』を下敷きにした喜劇映画だが、山場は『勧進帳』を元にした安宅の関のシーンである。

## 文化的影響
弁慶が「読み上げ」で持ち合わせの巻物を朗々と読み上げる場面の連想から、新聞記者などが取材先から電話で原稿の文面を吹き込み、本社にいる記者に書きとらせることを「勧進帳」という。書きとらせる側は漢字の誤字がないように「字解き」と呼ばれる説明を行う必要があった。文章を書き起こさずに行うため、これを行えると習熟した記者として認められたが、現在はパソコンでの送稿が一般的なため、ほとんど行われない。
タモリが赤塚不二夫の葬儀で8分にわたる弔辞を行ったが、この際手にしていた奉書紙は白紙であり、「現代の勧進帳」とも言われた。なお、後年タモリはこの演出が意図的なものであることを認めており、その理由を「（タモリの当時の）マネージャーの姓がトガシだったから」と説明している。

## 主な注解
- 『勧進帳　毛抜　暫　鳴神　矢の根』服部幸雄編著、白水社「歌舞伎オン・ステージ」、1985年。本書を参照
- 『歌舞伎十八番の内　勧進帳』郡司正勝校注、岩波文庫、2021年